# 天主教哈羅總教區
天主教哈羅聖依撒伯爾總教區（拉丁語：Archidioecesis Iarensis o S. Elisabeth），是羅馬天主教會以菲律賓中西部班乃島城市伊洛伊洛哈羅區為中心的一個總主教區，包括伊洛伊洛省和吉馬拉斯省。下轄三個教區。
教區總主教安日洛·拉達梅奧，輔理總主教吉拉多·阿爾米納扎。2006年有教友2,104,402名，佔轄區總人口達92.0%。由229名司鐸名管理92個堂區。
1865年5月27日設教區，受轄於馬尼拉總教區。1951年6月29日升為總教區。